# 문시간지구

방글라데시 문시간지구

문시간지구(벵골어: মুন্সীগঞ্জ জেলা)는 방글라데시 중부에 위치한 구로, 역사적으로는 비크람푸르라고도 불린다. 다카주의 일부이며 다카구와 접한다.

## 지리학
총 토지 면적은 235974 에이커(954 km2)이며, 그 중 138472 에이커(560 km2)는 경작 가능한 땅이고 5609 에이커(23 km2)는 휴경지이다. 숲이 없다. 40277에이커의 땅은 관개되어 있고 26242에이커의 땅은 강 아래에 있다. 155km의 14개의 강이 통과한다.

## 인구
| 연도     | 인구      | ±% p.a. |
| -------- | --------- | ------- |
| 1974     | 908,285   | —       |
| 1981     | 1,065,573 | +2.31%  |
| 1991     | 1,188,387 | +1.10%  |
| 2001     | 1,293,972 | +0.85%  |
| 2011     | 1,445,660 | +1.11%  |
| 2022     | 1,625,418 | +1.07%  |
| Sources: |           |         |

2011년 방글라데시 인구 조사에 따르면, 문시간지구의 인구는 1,445,660명이며, 이 중 721,552명은 남성이고 724,108명은 여성이다. 농촌 인구는 1,259,554명(87.13%)인 반면 도시 인구는 186,106명(12.87%)이었다. 7세 이상 인구의 문맹률은 56.09%로 남성 56.44%, 여성 55.74%였다.

## 같이 보기
- 방글라데시의 구